# آلفونسو، شاهزاده آستوریاس
شاهزاده آلفونسوی آستوریاس (انگلیسی: Alfonso, Prince of Asturias؛ ۱۷ نوامبر ۱۴۵۳ – ۵ ژوئیهٔ ۱۴۶۸) پسر جان دوم کاستیل و ایزابلای پرتغال، ملکه کاستیل و وارث سلطنت بود که در ۱۴ سالگی مرد.